# 远藤武彦
远藤武彦（1938年10月5日—2019年12月27日），日本山形縣米澤市人，日本政治人物，自由民主党黨員，所屬派系為近未来政治研究会（山崎派）。原日本众议院议员（6届），第45任农林水产大臣。9月3日，上任仅仅7天的远藤武彦被曝曾不合法地收受政治献金，被迫辞职。